# Erycibe hellwigii
Erycibe hellwigii är en vindeväxtart som beskrevs av David Prain. Erycibe hellwigii ingår i släktet Erycibe och familjen vindeväxter. Inga underarter finns listade i Catalogue of Life.